# Myotonia congenita Thomsen
Die Myotonia congenita Thomsen ist eine vererbte Störung der Muskelfunktion, eine sogenannte Myopathie.
Die Erkrankung wurde erstmals 1876 von dem dänischen Arzt Julius Thomsen bei sich selbst sowie 20 weiteren Familienmitgliedern über vier Generationen beschrieben. 
Die Myotonia congenita wird autosomal dominant vererbt und ist relativ selten (1:400.000). Frauen sind oft etwas leichter betroffen als Männer. Fast immer gibt es aufgrund des Erbganges eine familiäre Häufung. Die Veränderung betrifft das CLCN1-Gen auf dem Chromosom 7, das Chloridkanäle der Muskelfasermembran codiert. Durch die verminderte Chloridpermeabilität depolarisieren die Muskelfasern leichter als bei einem gesunden Menschen.
Leitsymptom ist eine als Steifheit empfundene Kontraktionsneigung (z. B. schon durch Beklopfen) und Erschlaffungsstörung des Muskels, was zu einer Verlangsamung der Muskelbewegungen führt. Die geschlossene Faust kann beispielsweise nicht sofort geöffnet werden. Nach mehrfacher Hin- und Herbewegung wird die Beweglichkeit besser (Warm-up-Phänomen). Auffällig ist auch der sogenannte Lid-lag, bei dem sich die Augen nach Zusammenkneifen erst nach bis zu 30 Sekunden wieder öffnen. Das Auftreten und die Stärke der Symptome variieren von Person zu Person mitunter stark. Des Weiteren sind sie vom Wetter, Tageszeit und genereller physischer und psychischer Verfassung abhängig. Atrophien kommen nicht vor, im Gegenteil sind viele Betroffene auffällig athletisch. Dies steht im Kontrast zu der Behinderung der Bewegung, die aber meist gut toleriert werden kann.
Membranstabilisierende Medikamente wie Mexitil, Phenytoin, Carbamazepin oder Chininsulfat können die Symptomatik bessern.

## Selbsthilfeorganisationen
- Mensch & Myotonie[3]